# Albrunna alvar
Albrunna alvar är ett naturreservat i Mörbylånga kommun i Kalmar län.
Området är naturskyddat sedan 1994 och är 463 hektar stort. Reservatet ligger i sydvästra kanten av Stora Alvaret och består av grusalvar.